# Acoustic Levitation
Albums de Devin the Dude
One for the Road
(2013)
Acoustic Levitation est le neuvième album studio de Devin the Dude, sorti le 10 mars 2017.

## Liste des titres
| No  | Titre                                                 | Durée |
| --- | ----------------------------------------------------- | ----- |
| 1.  | Can I                                                 | 3:08  |
| 2.  | Are You Goin' My Way (featuring Tony Mac et Lisa Luv) | 3:31  |
| 3.  | Please Pass That to Me                                | 3:45  |
| 4.  | We High Right Now (featuring Rob Quest et Jugg Mugg)  | 4:04  |
| 5.  | By (featuring Tony Mac)                               | 4:09  |
| 6.  | Acoustic Levitation                                   | 5:55  |
| 7.  | I'm in the Galaxy (featuring Roe Hummin)              | 3:43  |
| 8.  | Tonight                                               | 5:15  |
| 9.  | Apartment #8216                                       | 3:49  |
| 10. | It's Cold in Here                                     | 3:37  |
| 11. | Due Yo Thang                                          | 4:05  |
| 12. | Don't Get Naked                                       | 3:55  |
| 13. | You Know I Wantcha!                                   | 4:49  |
| 14. | Do You Love Gettin' High                              | 4:31  |